# Кодоха
Кодоха (яп. 皇道派 ко:до:ха, фракция императорского пути) — фракция или политическое крыло Императорской армии Японии, действовавшее в 1920-е и 1930-е годы и представлявшее собой группу офицеров-националистов, выступавших за формирование военного правительства, поддержку тоталитарной и милитаристской идеологий, а также усиление экспансионизма Японии. Во многом группировку поддерживали младшие офицеры. Противниками «Кодохи» считались более умеренные офицеры из фракции «Тосэйха», против которой «Кодоха» боролась вплоть до попытки государственного переворота 26 февраля 1936 года. После провала переворота часть офицеров «Кодохи» были казнены или отправлены в тюрьму. «Кодоха», будучи политическим течением, не была представлена никакой политической партией и не имела официального статуса в императорской армии, однако её идеология и сторонники оказывали влияние на японский милитаризм в конце 1930-х годов.

## Предыстория
Экономический рост, который начался в Японской империи во время Первой мировой войны, прекратился в начале 1920-х годов и позже вылился в финансовый кризис. Социальные волнения усилились в связи с поляризацией общества, увеличением разброса доходов и социальной пропасти, а на профсоюзы огромное влияние оказывали идеологии социализма, коммунизма и анархизма. При этом ведущие промышленные и финансовые предприятия Японии продолжали повышать своё благосостояние благодаря связям с политиками и бюрократами. Официально заявлялось, что политическая коррупция не распространяется на армию, а командиры воинских формирования обязаны были предотвращать любые угрозы в отношении Японии, связанные с ослаблением либеральной демократии и усилением политической коррупции.

## Образование
Основателями «Кодохи» считаются генералы Садао Араки и Дзиндзабуро Масаки, протеже Араки. Араки был известным политическим философом войск и связывал старинный самурайский кодекс воина «бусидо» с идеями европейского фашизма 1930-х годов, чтобы составить идеологическую основу для своей философии, которая должна была объединить императора, народ, землю и мораль во что-то целое и неделимое. Своим идеалом «Кодоха» видела Японию, существовавшую до реставрации Мэйдзи и последующих индустриализации и западнизации: по мнению сторонников «императорского пути», страну заполонили коррумпированные бюрократы, политики-оппортунисты и алчные капиталисты-владельцы дзайбацу. Государством должен был править непосредственно император Хирохито после ожидаемой реставрации Сёва при поддержке военных, и страна бы вернулась к своим исконным ценностям. Война против СССР, с точки зрения «Кодохи», была неизбежной и необходимой с целью избежания распространения идеологии коммунизма в Японии.
В сентябре 1932 года на выступлении Араки впервые назвал своё движение «Кодоха». К тому моменту он уже был как год военным министром в кабинете Цуёси Инукаи, а Масаки был заместителем главы Генерального штаба Императорской армии. Оба начали избавляться от последователей своего противника, генерала Угаки Кадзусигэ, выгоняя их с важных постов в министерстве и Генеральном штабе. Угаки был одним из сторонников модернизации армии с материально-технической точки зрения, а Араки делал ставку на духовно-нравственные и морально-волевые качества армии.

## Противостояние
Нагата Тэцудзан и Хидэки Тодзё возглавили группировку «Тосэйха» (яп. 統制派 то:сэйха, фракция контроля)), которая была главным противником «Кодохи». Обе стороны сходились в том, что национальную оборону нужно укреплять путём изменения национальной политики и что для этого будут пригодны идеи тоталитаризма, фашизма и национал-социализма, а политические партии и представительная демократия отбрасывались. Однако «Кодоха» выступала за революцию и государственный переворот, а «Тосэйха» предвидела грядущую тотальную войну и выступала за сотрудничество чиновников и корпораций дзайбацу, чтобы вывести на пик военно-промышленную мощность Японии. «Кодоха» была одним из ярых сторонников доктрины «натиска на север» — превентивного удара по СССР и захвату Сибири как территории сферы влияния Японской империи, а вот в «Тосэйхе» таких сторонников было меньшинство, поскольку большая её часть выступала за более осторожные действия и укрепление обороны на севере.

## Падение
В 1931 году Мукденский инцидент и последующий захват японцами Маньчжурии привели к тому, что две фракции стали вступили в острый конфликт с целью установить контроль над Императорской армией. До 1934 года преимущество было у «Кодохи», пока Араки не ушёл в отставку из-за слабого здоровья и не уступил пост Сэндзюро Хаяси, стороннику «Тосэйхи». В ноябре 1934 года был раскрыт заговор офицеров «Кодохи» против группы ведущих политиков, а позже «Тосэйха» добилась отставки Масаки с поста начальника Главной инспекции боевой подготовки, третьей по статусу должности в Императорской армии Японии — Масаки был обвинён в организации заговора, и ещё 3 тысячи офицеров были уволены из армии.
С целью отомстить за поражение своей фракции подполковник Сабуро Айдзава из «Кодохи» 12 августа 1935 года убил генерала Тэцудзана Нагату, зарезав его самурайским мечом прямо в собственном кабинете. Трибунал над убийцей состоялся под юрисдикцией 1-й пехотной дивизии в Токио, командир которой, Хэйсуке Янагава, был сторонником Араки. «Кодоха» использовала суд с той целью, чтобы разрушить репутацию «Тосэйхи» и представить Айдзаву как бескорыстного патриота, а Нагату как беспринципного безумца. В разгар суда 1-ю пехотную дивизию срочно отправили в Маньчжурию из Токио, чтобы снять напряжение в районе Токио, однако «Кодоха» решила использовать её в своих целях и 26 февраля 1936 года предприняла  попытку государственного переворота. Через трое суток переворот окончательно провалился, а большая часть «Кодохи» либо попала в тюрьму, либо была казнена. Араки был смещён со своего поста, а выжившие были лишены воинских званий.
Провал попытки переворота стал причиной прекращения существования как поверженной «Кодохи», так и победившей «Тосэйхи». Хотя «Тосэйха» в итоге вышла победителем в схватки, психологические идеалы «Кодохи» и приверженность имперскому мистицизму долго оказывали влияние на офицеров в плане неподчинения вышестоящим и всплыли на поверхность после начала второй японо-китайской войны в 1937 году.